# 貝爾伍德 (內布拉斯加州)
貝爾伍德（英語：Bellwood）是位於美國內布拉斯加州巴特勒縣的村。

## 人口
根據2020年美國人口普查的數據，貝爾伍德的面積為0.61平方千米，皆為陸地。當地共有人口407人，而人口密度為每平方千米667人。